# Bouguirat (distrito)
Bouguirat é um distrito localizado na província de Mostaganem, Argélia, e cuja capital é a cidade de mesmo nome. A população total do distrito era de 71 781 habitantes, em 1998.[carece de fontes?]

## Comunas
O distrito é composto por quatro comunas:
- Bouguirat
- Safsaf
- Souaflia
- Sirat